# Mario Mattoli
Mario Mattòli (n. 30 noiembrie 1898, Tolentino, Marche, Regatul Italiei – d. 26 februarie 1980, Roma, Italia) a fost un foarte prolific regizor și scenarist de film italian. Între anii 1934 și 1966 a realizat 86 filme.

## Filmografie

### Actor
- 1967 I ragazzi di Bandiera Gialla

## Legături externe
- Mario Mattoli la Internet Movie Database